# Kamienica Baryczkowska w Warszawie
Kamienica Baryczkowska – kamienica wzniesiona ok. 1440, znajdująca się przy Rynku Starego Miasta nr 32 w Warszawie.

## Opis
Na początku XV wieku kamienica znajdowała się w posiadaniu Anny, żony Piotra Pielgrzyma, wójta dziedzicznego Starej Warszawy. Następnie właścicielem był Andrzej Pielgrzym-Górczewski, który był synem Anny i Piotra.
Górczewscy byli właścicielami kamienicy do 1501 r. Następnie przeszła ona w posiadanie burmistrzowskiej rodziny Landekerów. Na początku XVI wieku odziedziczył ją Jerzy Baryczka (rajca). Własnością tej rodziny była do 1683 r. Wielokrotnie przebudowywana (m.in. w 1509 r., przed 1562 r. – podzielono i sklepiono piwnice oraz wydzielono sklep). Wówczas kamienica była najprawdopodobniej trzykondygnacyjna.
Na początku XVI wieku na tyłach działki powstał murowany budynek gospodarczy.
W latach 1629–1633 kamienica przeszła gruntowną przebudowę. Właścicielem jej był Wojciech Baryczka. Najprawdopodobniej wówczas dobudowano kolejną kondygnację, dodano w fasadzie portal, dekoracje sklepień w przyziemiu, obramienia okien oraz attykę. Wojciech Baryczka nadał budynkowi charakter późnorenesansowy.
Kolejnym właścicielem kamienicy była ormiańska rodzina kupiecka Minasowiczów (1683–1808). Pod koniec XVIII wieku w budynku znajdowała się fabryka skór Cadra.
W 1851 r. obiekt przeznaczono do rozbiórki. W 1852 r. kamienica została wyremontowana przez Leona Żakowskiego (budowniczy i współwłaściciel).
Kolejnym posiadaczem nieruchomości była m.in. rodzina Szancerów (1888–1910), w 1911 kamienica została sprzedana przez Helenę z Szancerów Szteinbergod Towarzystwu Opieki nad Zabytkami Przeszłości.
W 1912 r. budynek został odrestaurowany pod nadzorem Władysława Marconiego, Czesława Przybylskiego, Teofila Wiśniewskiego i Jarosława Wojciechowskiego. Odsłonięto polichromowane belki stropowe, malowany fryz podstropowy (druga połowa XVII wieku). W 1917 r. wykończono sale posiedzeń według projektu Zdzisława Kalinowskiego, Zygmunta Kamińskiego i Jarosława Wojciechowskiego. W 1928 r. Stanisław Kazimierz Ostrowski wykonał polichromię fasady.
W 1937 r. budynek przeszedł w ręce Gminy m.st. Warszawy. Zaplanowano w nim umieścić Muzeum Dawnej Warszawy.
Prace adaptacyjne rozpoczęto w 1938 r. Zajęli się nimi:
- Jan Zachwatowicz (projekt wykonania prac konserwatorskich i adaptacyjnych);
- Stanisław Hempl (konstrukcja);
- Jan Rutkowski, Marian Słonecki (konserwacja wewnętrznych malowideł).

W 1944 r. kamienica została spalona. Po II wojnie światowej zachowały się piwnice, mury wraz z attyką, sklepienia parteru oraz fragmenty detali fasady. Odbudowa jej przebiegła dwuetapowo: 1947–1950 i 1952−1953. Prace wykończeniowe trwały do 1957 r. Odbywały się one według projektu Stanisława Żaryna.
W 1965 roku kamienica została wpisana do rejestru zabytków. Obecnie znajduje się w niej Muzeum Warszawy oraz Archiwum Państwowe m.st. Warszawy (ul. Krzywe Koło 7).
W czasie remontu kamienic na stronie Dekerta zakończonego w 2016, kolor elewacji kamienicy uległ zmianie z jaskrawozielonego na oliwkowoszary.